# フランク・ガルセス
フランク・イヨーリー・ガルセス・オチョア（Frank Yeury Garcés Ochoa, 1990年1月17日 - ）は、ドミニカ共和国サン・クリストバル州サン・クリストバル出身のプロ野球選手（投手）。左投左打。

## 経歴

### プロ入りとレンジャーズ傘下時代
2009年5月29日にテキサス・レンジャーズと契約。ルーキー級ドミニカン・サマーリーグ・レンジャーズ1で8試合（先発1試合）に登板し、0勝2敗・防御率4.96・12奪三振の成績を残した。オフの9月26日に自由契約となった。

### パドレス時代
2011年5月12日にサンディエゴ・パドレスとマイナー契約を結んだ。契約後はルーキー級ドミニカン・サマーリーグ・パドレスで15試合（先発10試合）に登板し、4勝3敗1セーブ・防御率2.51・115奪三振の成績を残した。
2012年はA級フォートウェイン・ティンキャップスで25試合に先発登板し、9勝6敗・防御率2.81・112奪三振の成績を残した。
2013年はA+級レイクエルシノア・ストームで26試合に先発登板し、7勝9敗・防御率5.67・126奪三振の成績を残した。
2014年はAA級サンアントニオ・ミッションズで開幕を迎えた。8月19日にパドレスとメジャー契約を結んだ。同日のロサンゼルス・ドジャース戦でメジャーデビュー。3点ビハインドの8回裏から登板し、1回を無安打無失点1奪三振に抑えた。昇格後は2試合に登板し、いずれの試合も無失点に抑えていたが、8月23日にアンドリュー・キャッシュナーが故障者リストから復帰したため、AA級サンアントニオへ降格した。9月2日にメジャーへ再昇格し、リリーフに定着した。この年は15試合に登板し、防御率2.00・10奪三振の成績を残した。
2015年はメジャーとAAA級エル・パソ・チワワズを行き来しながら、メジャーでは40試合（先発1試合）に登板して0勝1敗・防御率5.21・30奪三振の成績を残した。12月2日にFAとなった。12月6日にマイナー契約で再契約した。
2016年はメジャーでの登板は無く、AAA級エル・パソで37試合（先発18試合）に登板して4勝6敗1セーブ・防御率4.41・98奪三振の成績を残した。

### 西武時代
2016年11月17日にマイアミ・マーリンズとマイナー契約を結んだが、12月14日に埼玉西武ライオンズへの入団が発表された。背番号は59。
2017年5月3日の福岡ソフトバンクホークス戦で中継ぎとして一軍デビューを果たした。5月25日の北海道日本ハムファイターズ戦でNPB初勝利。その後は中継ぎの主力として活躍した。5月31日の広島東洋カープ戦ではNPB初先発に挑戦したが、5回途中5四死球4失点で負け投手となり、以降は再び中継ぎに戻った。8月8日のオリックス・バファローズ戦で一軍復帰も打ち込まれて二軍落ちし、9月8日の日本ハム戦で一軍復帰。2試合とも好投したが、その後の9月18日のソフトバンク戦で6失点と打ち込まれたのが一軍での最後の登板となった。10月18日に球団は契約を解除し、ウエーバー公示の手続きを取り、10月25日に自由契約選手として公示された。

### 西武退団後
2018年6月14日にカナダのアマチュアリーグであるインターカウンティベースボールリーグのバリー・ベイキャッツに入団した。
2019年4月3日にメキシカンリーグのラグナ・ユニオン・コットンファーマーズと契約を結んだ。7月15日にリリースされた。7月19日に同リーグのカンペチェ・パイレーツに入団した。2020年2月11日にリリースされた。
2021年3月1日にバリー・ベイキャッツと再契約した。
2021年7月8日にメキシカンリーグのプエブラ・パロッツと契約した。
2021年のオフからは毎年ドミニカン・ウインターリーグにのみ参加している。

## 詳細情報

### 年度別投手成績
| 年 度    | 球 団    | 登 板 | 先 発 | 完 投 | 完 封 | 無 四 球 | 勝 利 | 敗 戦 | セ 丨 ブ | ホ 丨 ル ド | 勝 率 | 打 者 | 投 球 回 | 被 安 打 | 被 本 塁 打 | 与 四 球 | 敬 遠 | 与 死 球 | 奪 三 振 | 暴 投 | ボ 丨 ク | 失 点 | 自 責 点 | 防 御 率 | W H I P |
| -------- | -------- | ----- | ----- | ----- | ----- | -------- | ----- | ----- | -------- | ----------- | ----- | ----- | -------- | -------- | ----------- | -------- | ----- | -------- | -------- | ----- | -------- | ----- | -------- | -------- | ------- |
| 2014     | SD       | 15    | 0     | 0     | 0     | 0        | 0     | 0     | 0        | 3           | .---  | 37    | 9.0      | 8        | 1           | 1        | 0     | 1        | 10       | 0     | 0        | 2     | 2        | 2.00     | 1.00    |
| 2015     | SD       | 40    | 1     | 0     | 0     | 0        | 0     | 1     | 0        | 0           | .000  | 173   | 38.0     | 41       | 9           | 22       | 1     | 1        | 30       | 3     | 0        | 23    | 22       | 5.21     | 1.66    |
| 2017     | 西武     | 18    | 1     | 0     | 0     | 0        | 2     | 2     | 0        | 0           | .500  | 140   | 31.0     | 29       | 5           | 18       | 0     | 2        | 21       | 2     | 0        | 25    | 22       | 6.39     | 1.52    |
| MLB：2年 | MLB：2年 | 55    | 1     | 0     | 0     | 0        | 0     | 1     | 0        | 3           | .000  | 210   | 47.0     | 49       | 10          | 23       | 1     | 2        | 40       | 3     | 0        | 25    | 24       | 4.60     | 1.53    |
| NPB：1年 | NPB：1年 | 18    | 1     | 0     | 0     | 0        | 2     | 2     | 0        | 0           | .500  | 140   | 31.0     | 29       | 5           | 18       | 0     | 2        | 21       | 2     | 0        | 25    | 22       | 6.39     | 1.52    |

- 2018年度シーズン終了時

### 年度別守備成績
| 年 度 | 球 団 | 投手（P） | 投手（P） | 投手（P） | 投手（P） | 投手（P） | 投手（P） |
| 年 度 | 球 団 | 試 合     | 刺 殺     | 補 殺     | 失 策     | 併 殺     | 守 備 率  |
| ----- | ----- | --------- | --------- | --------- | --------- | --------- | --------- |
| 2014  | SD    | 15        | 0         | 1         | 0         | 0         | 1.000     |
| 2015  | SD    | 40        | 1         | 2         | 0         | 0         | 1.000     |
| MLB   | MLB   | 55        | 1         | 3         | 0         | 0         | 1.000     |

- 2018年度シーズン終了時

### 記録
NPB投手記録
- 初登板：2017年5月3日、対福岡ソフトバンクホークス5回戦（福岡ヤフオク!ドーム）、7回裏に2番手として救援登板、1回1失点
- 初奪三振：同上、7回裏に川﨑宗則から空振り三振
- 初勝利：2017年5月25日、対北海道日本ハムファイターズ10回戦（埼玉県営大宮公園野球場）、6回表に2番手として救援登板、1/3回無失点
- 初先発登板：2017年5月31日、対広島東洋カープ2回戦（メットライフドーム）、4回1/3を2失点で敗戦投手

NPB打撃記録
- 初打席：2017年6月17日、対中日ドラゴンズ2回戦（ナゴヤドーム）、3回表にラウル・バルデスから三塁ゴロ

### 背番号
- 60 (2014年 - 2015年)
- 59 (2017年 )